# شاهی، اسلواکی
شاهی، اسلواکی (به مجاری: Ipolyság) یک شهرک در اسلواکی با جمعیت ۷٬۹۷۳ نفر است که در Levice District واقع شده‌است.